# Fraxinus quadrangulata
Fraxinus quadrangulata — вид квіткових рослин з родини маслинових (Oleaceae).

## Опис
Дерева дають ідеальні квіти (дещо незвичайні для видів ясена Північної Америки), за якими з'являються розсіяні вітром крилатки. Дерева великі, листопадні, у зрілому віці виростають до 10–25 метрів. Гілочки зазвичай мають чотири пробкові гребені, що надає їм квадратного вигляду (у поперечному перерізі), звідси й назва виду quadrangulata, що означає чотирикутний. Зимові бруньки червонувато-коричневі. Листки 20–38 см завдовжки, з 5–11 (частіше 7) листочками, 7–13 × 2.5–5 см, з грубозубчастим краєм і короткими, але чітко вираженими ніжками. Квітки дрібні та пурпуруваті, з'являються ранньою весною до появи листя. Плід — крилатка 2.5—5 см завдовжки і 6—12 мм завширшки разом із крилом.

## Поширення
Зростає в Північній Америці: США (Вісконсин, Західна Вірджинія, Вірджинія, Теннессі, Оклахома, Огайо, Алабама, Арканзас, Джорджія, Іллінойс, Індіана, Айова, Канзас, Кентуккі, Мічиган, Міннесота, Міссісіпі, Міссурі).
Зустрічається у гірських лісах на сухих кам'янистих місцях існування, на вапнякових галявинах і на вапнякових скелях. Він процвітає на лужних ґрунтах і є одним із найбільш стійких до посухи ясенів, адаптованих до більш сухих місць, ніж інші східні ясені Північної Америки.

## Використання
Деревина є міцною та високоякісною для використання як ручки для інструментів та меблі. Раніше цей ясен використовувався в розсадництві, але використання в садівництві швидко скорочується через EAB (Emerald ash borer — інфекція спричинена шкідником Agrilus planipennis, який і винен у теперішньому критичному стані цього виду).